# 계성초등학교 대추분교

2006년에 강제로 철거된 계성초등학교 대추분교 교사

계성초등학교 대추분교는 대한민국 경기도 평택시 팽성읍 대추리 160-12번지에 있었던 공립 초등학교이다.

## 연혁
- 1969년 3월 1일 : 계성국민학교 대추분교장 설립인가
- 1971년 3월 1일 : 대추국민학교 분리 개교
- 1989년 3월 1일 : 계성국민학교 대추분교장으로 개편
- 2000년 9월 1일 : 폐교 및 계성초등학교로 통합
- 2001년 1월 11일 : 폐교기념비 건립

## 폐교 이후
폐교 이후, 학교 부지는 평택시에서 임차해 풍물연수 등의 전통체험장과 마을 행사 장소로 사용되다가, 2005년에 국방부와 주한 미군에서 서울특별시의 용산기지, 경기도 의정부시의 캠프 레드 클라우드 등의 기지를 캠프 험프리스로 이전 및 확장 부지로 편입되었다. 이에 주민들은 이에 반발하여 이곳을 이전 반대 집회 장소로 쓰다가, 2006년 5월 4일에 국방부가 행정대집행을 하여 학교 교사를 철거하였다. 철거하는 과정에서 지역 주민들 및 시민 운동단체와 국방부 사이의 충돌 사태가 발생하기도 하였다.